# Zabrzeg

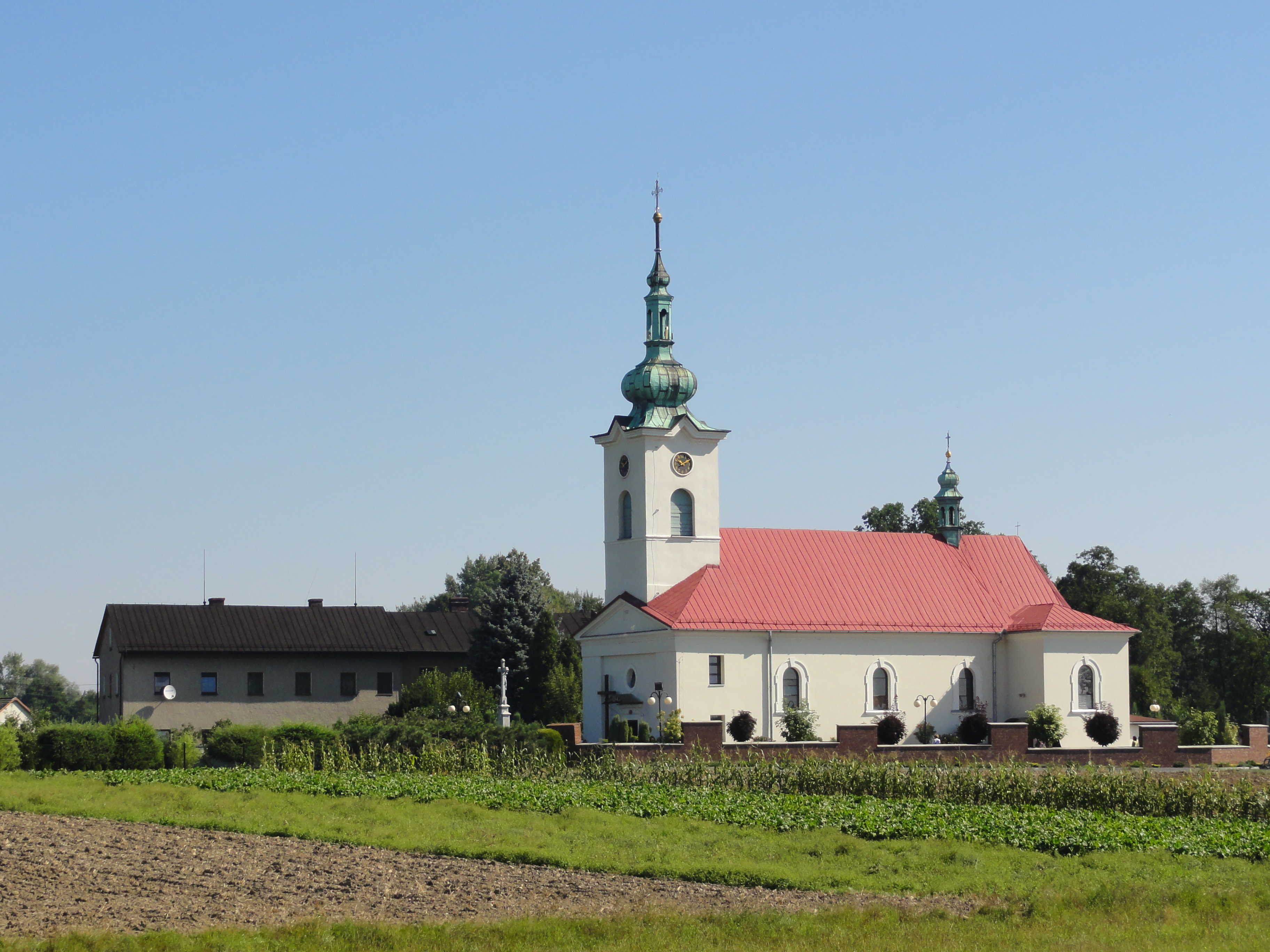
Katholische Kirche

Zabrzeg (deutsch Zabrzeg) ist eine Ortschaft mit einem Schulzenamt der Gemeinde Czechowice-Dziedzice im Powiat Bielski der Woiwodschaft Schlesien in Polen. Der Ort liegt in der historischen Landschaft Teschener Schlesien (polnisch Śląsk Cieszyński).

## Geographie
Zabrzeg liegt im Auschwitzer Becken (Kotlina Oświęcimska), an der Weichsel etwa 10 km nordwestlich von Bielsko-Biała und 40 km südlich von Katowice im Powiat (Kreis) Bielsko-Biała.
Das Dorf hat eine Fläche von etwa 1400 ha. Im Jahr 1955 wurde 182 ha vom Goczałkowice-Stausee überschwemmt.
Nachbarorte sind Goczałkowice-Zdrój im Norden, die Stadt Czechowice-Dziedzice im Osten, Ligota im Süden, Bronów im Südwesten, Chybie im Westen.

## Geschichte
Der Ort wurde zirka 1525 erstmals urkundlich als Zabrzech erwähnt. Der Name bedeutet za (hinter) brzeg[iem] (der Ufer) [der Weichsel].
Politisch gehörte das Dorf zum Herzogtum Teschen, die Lehensherrschaft des Königreichs Böhmen, seit 1526 in der Habsburgermonarchie.
Nach der Aufhebung der Patrimonialherrschaften war es ab 1850 eine Gemeinde in Österreichisch-Schlesien, Bezirk und Gerichtsbezirk Bielitz. In den Jahren 1880 bis 1910 stieg die Einwohnerzahl von 1277 im Jahre 1880 auf 1598 im Jahre 1910 an, es waren überwiegend Polnischsprachige (zwischen 96,1 % und 97,2 %), auch Deutschsprachige (3,4 % im Jahre 1880) und Tschechischsprachige (1,5 % im Jahre 1900). Im Jahre 1910 waren 98 % römisch-katholisch, es gab 30 (1,9 %) Juden und 2 Protestanten.
Eine katholische Kirche wurde 1782 gebaut.
1920, nach dem Zusammenbruch der k.u.k. Monarchie und dem Ende des Polnisch-Tschechoslowakischen Grenzkriegs, kam Zabrzeg zu Polen. Unterbrochen wurde dies nur durch die Besetzung Polens durch die Wehrmacht im Zweiten Weltkrieg.
Im Jahr 1955 wurde 182 ha vom Goczałkowice-Stausee überschwemmt.
Von 1975 bis 1998 gehörte Zabrzeg zur Woiwodschaft Katowice.

## Persönlichkeiten
- Józef Londzin (1863–1929), römisch-katholischer Geistlicher, Politiker und Nationalaktivist
- Ludwig Wrzol (1881–1940), römisch-katholischer Geistlicher, NS-Opfer